# 方名
方名（？—1712年），字宾实，湖广保康籍，安徽歙县人，清朝官員。举人出身。

## 生平
康熙二十年举人。康熙四十八年（1709年）任江南淮安府山阳县知县。康熙五十年（1711年），任江南乡试同考官。隨即因辛卯科场案，被斩于市，为李祥光之后，又一个因科场案被处死的山阳县知县。